# Tipula alcestis
Tipula alcestis är en tvåvingeart som beskrevs av Alexander 1946. Tipula alcestis ingår i släktet Tipula och familjen storharkrankar. Inga underarter finns listade i Catalogue of Life.